# Skulestadmoen
Skulestadmoen este o localitate din comuna Voss, provincia Hordaland, Norvegia, cu o suprafață de 1,09 km² și o populație de 1.454 locuitori (2013).